# Martina Thörn
Martina Helene Thörn (født d. 21. februar 1991 i Västerås) er en svensk håndboldspiller, der spiller for København Håndbold. Hun kom til klubben i 2023. Hun har tidligere optrådt for svenske VästeråsIrsta HF, norske Glassverket IF samt FCM Håndbold, Randers HK, Aarhus United og Odense Håndbold i Danmark.
Hun debuterede på det svenske A-landshold i 2016.